# Екимовское сельское поселение
Екимовское сельское поселение — муниципальное образование (сельское поселение) в Рязанском районе Рязанской области.
Административный центр — село Екимовка.

## История
Екимовское сельское поселение образовано в 2006 г.

## Население
| 2010  | 2012  | 2013  | 2014  | 2015  | 2016  | 2017  |
| ----- | ----- | ----- | ----- | ----- | ----- | ----- |
| 1340  | ↗1357 | ↘1352 | ↗1385 | ↘1382 | ↘1374 | ↗1377 |
| 2018  | 2019  | 2020  | 2021  |       |       |       |
| ↘1368 | ↗1372 | ↘1359 | ↗1407 |       |       |       |

## Состав сельского поселения
| №  | Населённый пункт    | Тип населённого пункта       | Население |
| -- | ------------------- | ---------------------------- | --------- |
| 1  | Абрютино            | село                         | ↘13       |
| 2  | Абрютинские Выселки | деревня                      | ↘4        |
| 3  | Березовка           | деревня                      | ↘9        |
| 4  | Дедюхино            | деревня                      | 33        |
| 5  | Дубняки             | деревня                      | 6         |
| 6  | Екимовка            | село, административный центр | ↗729      |
| 7  | Калетинка           | деревня                      | ↘23       |
| 8  | Лужки               | деревня                      | 116       |
| 9  | Матюнино            | деревня                      | 1         |
| 10 | Писцово             | деревня                      | 15        |
| 11 | Радюкино            | деревня                      | 7         |
| 12 | Рожок               | деревня                      | ↘459      |
| 13 | Сергеевка           | деревня                      | 27        |
| 14 | Стафурлово          | село                         | ↘14       |